# Quantanthura caledonensis
Quantanthura caledonensis är en kräftdjursart som beskrevs av Negoescu 1994. Quantanthura caledonensis ingår i släktet Quantanthura och familjen Anthuridae. Inga underarter finns listade i Catalogue of Life.